# Vellozia asperula
Vellozia asperula är en enhjärtbladig växtart som beskrevs av Carl Friedrich Philipp von Martius. Vellozia asperula ingår i släktet Vellozia och familjen Velloziaceae.

## Underarter
Arten delas in i följande underarter:
- V. a. asperula
- V. a. filifolia